# Kačug
Kačug (in russo Качуг?) è un insediamento di tipo urbano della Russia, situato nell'Oblast' di Irkutsk e capoluogo dell'omonimo rajon.
Sorge nella parte meridionale della oblast', circa 250 chilometri a nord-est del capoluogo Irkutsk, sull'alto corso del fiume Lena.